# FYI (canal de televisión)
FYI (estilizado como fyi,) es un canal de televisión estadounidense propiedad de A+E Networks. El canal centra su programación en el estilo de vida, con programas de telerrealidad, cocina, renovación de casas y makeover serie.
El canal fue lanzado originalmente en 1999 como The Biography Channel, cuando una rama de A&E y nombrado después de su Biografía de serie televisiva. Cuando tal, él originalmente presentado factual programas, como reestrena de su tocayo. Cuando A&E se focalizó en telerrealidad y serie de Drama, The Biography Channel emitió varias series que habían sido desplazadas por la red principal (incluyendo las Biografías), pero en 2007 cambió a series orientadas a la telerrealidad y fue renombrada como Bio. A mediados de 2014, el canal era renombrado como FYI.

## Historia

### Como FYI
En diciembre de 2013, A+E Networks anunció que The Biography Channel sería renombrada como FYI, una red de estilo de vida contemporánea, empezando mediados de 2014.

## Programación

### Actual FYI programación
- Imperio de Comida de la épica
- World Food Championships
- #BlackLove[2]
- Tiny House Hunting[3]
- Tiny House Hunting Nation[4]
- Tiny House World[5]
- B.O.R.N. to Style
- Rowhouse Showdown
- Perdido enamorado
- Hombre vs Niño: Chef Confrontación
- Kocktails Con Khloé[6]
- Más en Bridal
- Casado a primera vista[7]
- Zombie House Flipping[8][9]
- Las chatarras sigue chef Joel Gamoran cuando  recorre los EE. UU. que crean comidas en sitios inesperados, utilizando chatarras y residuos alimentarios.[10]

### Actual otra programación
- Sell This House![11]
- Food Factory
- Celebryty House Hunting"[12]